# Salvia dumetorum
Salvia dumetorum là một loài thực vật có hoa trong họ Hoa môi. Loài này được Andrz. ex Besser miêu tả khoa học đầu tiên năm 1821.